# Jixiangornis
Jixiangornis là một chi Avialae nguyên thủy sống vào thời kỳ kỷ Creta